# Arbeitsverfügbarkeit
Die Arbeitsverfügbarkeit ist eine energiewirtschaftliche Kennzahl und wird ermittelt als Quotient aus der verfügbaren Arbeit einer Wärmekraftanlage und der Nennarbeit dieser Anlage.
Anhand der Arbeitsverfügbarkeit einer Anlage kann ermittelt werden, wie viel Arbeit eine Anlage aufgrund ihres technischen und betrieblichen Zustandes erbringen kann, bezogen auf einen Zeitraum.
{\displaystyle k_{W}={\frac {W_{V}}{W_{N}}}}
kW ist die Arbeitsverfügbarkeit, WV die verfügbare Arbeit und WN die Nennarbeit.